# Bundesverband Prostatakrebs Selbsthilfe
 (juin 2015).
Pour les articles homonymes, voir BPS.
Le Bundesverband Prostatakrebs Selbsthilfe (BPS) (fédération d'entraide contre le cancer de la prostate) est une association allemande regroupant des patients atteints du cancer de la prostate.
Les objectifs de cette organisation sont de conseiller ces hommes après le diagnostic, et de les représenter auprès du système de soins de santé et d'exercer une veille sur la politique de santé de la République fédérale. Le Deutsche Krebshilfe (DKH) (organisme sans but lucratif d'aide contre le cancer) a soutenu la création de cette association par des dons.
La BPS est membre au niveau européen de l'organisation Europa Uomo qui regroupe diverses associations nationales chargées de représenter les hommes souffrant de cancer de la prostate.